# Троусилек, Йозеф
Йозеф Троусилек (чеш. Josef Trousílek; 16 марта 1918, Прага — 5 октября 1990, Прага) — чехословацкий хоккеист, защитник, выступавший за команду «ЛТЦ Прага» и национальную сборную Чехословакии. Чемпион мира и Европы 1947 и 1949 годов, серебряный призёр зимних Олимпийских игр в Санкт-Морице. Член Зала славы чешского хоккея (c 4 ноября 2011 года).

## Биография
Йозеф Троусилек родился 16 марта 1918 года в Праге.
Начал карьеру хоккеиста в 1936 году, в команде «Славия Прага», с 1937 по 1939 год выступал за пражскую  «Спарту». Лучшие годы своей карьеры провёл в знаменитой чехословацкой команде «ЛТЦ Прага», в период 1940—1949 годов 8 раз становился чемпионом Чехословацкой хоккейной лиги.
С 1939 по 1949 год Троусилек выступал за национальную сборную Чехословакии по хоккею. В 1948 году он стал серебряным призёром зимних Олимпийских играх в Санкт-Морице. В 1947 и 1949 годах выигрывал чемпионат мира и Европы. Чемпионат мира 1949 года Троусилек доигрывал с двумя сломанными рёбрами в результате грубой игры защитника сборной Канады Дона Стэнли.
Троусилек завершил выступления за сборную в 1949 году, таким образом ему невольно повезло, что он оказался не втянут в сфабрикованный коммунистическими властями судебный процесс 1950 года против лучших хоккеистов Чехословакии того времени, в результате которого 12 человек получили длительные тюремные сроки.
Завершил игровую карьеру в 1953 году.
Умер 5 октября 1990 года в Праге, в возрасте 72 лет.
Является членом Зала славы чешского хоккея (c 4 ноября 2008 года).

## Достижения
- 2-кратный чемпион мира (1947 и 1949)
- 3-кратный чемпион Европы (1947—1949)
- Серебряный призёр Олимпийских игр (1948)
- 4-кратный чемпион Чехословакии (1946—1949)
- 4-кратный чемпион Богемии и Моравии (1940, 1942—1944)
- 3-кратный победитель Кубка Шпенглера (1946—1948)

## Статистика
- Чемпионат Чехословакии — 87 игр, 15 шайб
- Сборная Чехословакии — 42 игры, 5 шайб[3]
- Всего за карьеру — 129 игр, 20 шайб